# Sensō-ji
Le Sensō-ji (金龍山浅草寺, Kinryū-zan Sensō-ji) est un temple bouddhiste situé à Tokyo, dans le quartier d'Asakusa (arrondissement de Taitō). C'est le plus vieux temple de la capitale japonaise. Il est dédié à la déesse bodhisattva Kannon.
Le temple Sensoji est particulièrement célèbre pour ses lanternes rouges géantes, qui sont exposées à l'extérieur du temple lors de festivals spéciaux.
Il s’agit du complexe religieux le plus visité au monde avec 30 millions de visiteurs annuels.

## Histoire
La légende rapporte que le 18 mars 628, sous le règne de l'impératrice Suiko (593-628), deux frères, Hamanari et Takenari Hinokuma, pêchant sur la rivière Sumida, trouvèrent dans leurs filets une statue de la déesse Kannon.
Cette découverte parvint aux oreilles du seigneur du village, Haji no Nakamoto, qui vint trouver les deux frères et fit un sermon passionné au Bouddha, la déesse Kannon étant un bodhisattva. Les frères Hinokuma en furent fortement impressionnés et se convertirent ensuite au bouddhisme.
Haji no Nakamoto transforma sa maison en un modeste temple et y plaça la statue de la déesse Kannon. Les trois hommes vouèrent ensuite leur vie à prêcher la voie bouddhiste.
En 645, un prêtre bouddhiste appelé Shokai arriva dans la région et construisit le temple Sensō pour la statue. À la suite d'une révélation dans un rêve, il décida de cacher la statue dans le temple, qui l'est toujours aujourd'hui.
Le temple prospéra, tout comme le quartier d'Asakusa dans lequel il était établi.
Anciennement associé à la secte Tendai, il est devenu indépendant après la Seconde Guerre mondiale.
En 1649, pour rendre hommage aux trois hommes et les élever au rang des divinités, le sanctuaire Asakusa, aussi nommé Sanja-sama (三社様, « sanctuaire des Trois Divinités »), fut érigé sur ordre du shogun Tokugawa Iemitsu. De même, Sanja matsuri se tient le troisième week-end de chaque mois de mai en leur honneur.
En juin 2014, un Saoudien de 31 ans, étudiant à l'université de Keio est arrêté par la police japonaise pour avoir vandalisé quatre représentations de Bouddha. Après son arrestation, l'étudiant saoudien a reconnu les faits et a avoué avoir commis des dégradations similaires dans un autre temple.
Les boutiques situés sur la Nakamise-dōri qui appartenaient auparavant au gouvernement métropolitain de Tokyo ont été vendues au temple Senso-ji en juillet 2017. En conséquence, le loyer de chacune d'elles augmenta de 16 fois en janvier 2018 : de 23.000¥ à 370.000¥ mensuels.
La toiture de cuivre des magasins situés le long de la Nakamise-dōri a été rénovée pour la première fois en 80 ans entre juin 2024 et mars 2025, remplaçant les anciennes tuiles verdies par l’oxydation par de nouvelles tuiles de cuivre rutilantes.

## Composition
La Kaminarimon (雷門, littéralement « porte du tonnerre ») est la principale voie d'accès au temple. Elle est suivie d'une grande allée commerçante appelée Nakamise-dōri (仲見世通り), qui se termine par le hōzōmon (宝蔵門, littéralement « Porte de la salle aux trésors »). Derrière cette porte se trouve à gauche la pagode à cinq étages, et devant le bâtiment principal (本堂, hondō). Les autres bâtiments se trouvent à gauche du hondō, derrière la pagode : yōgōdō (影向堂), yakushidō (薬師堂), awashimadō (淡島堂) et zenizukajizōdō (銭塚地蔵堂), à l'exception des denbōin (伝法院) et chingodō (鎮護堂) situés devant la pagode.

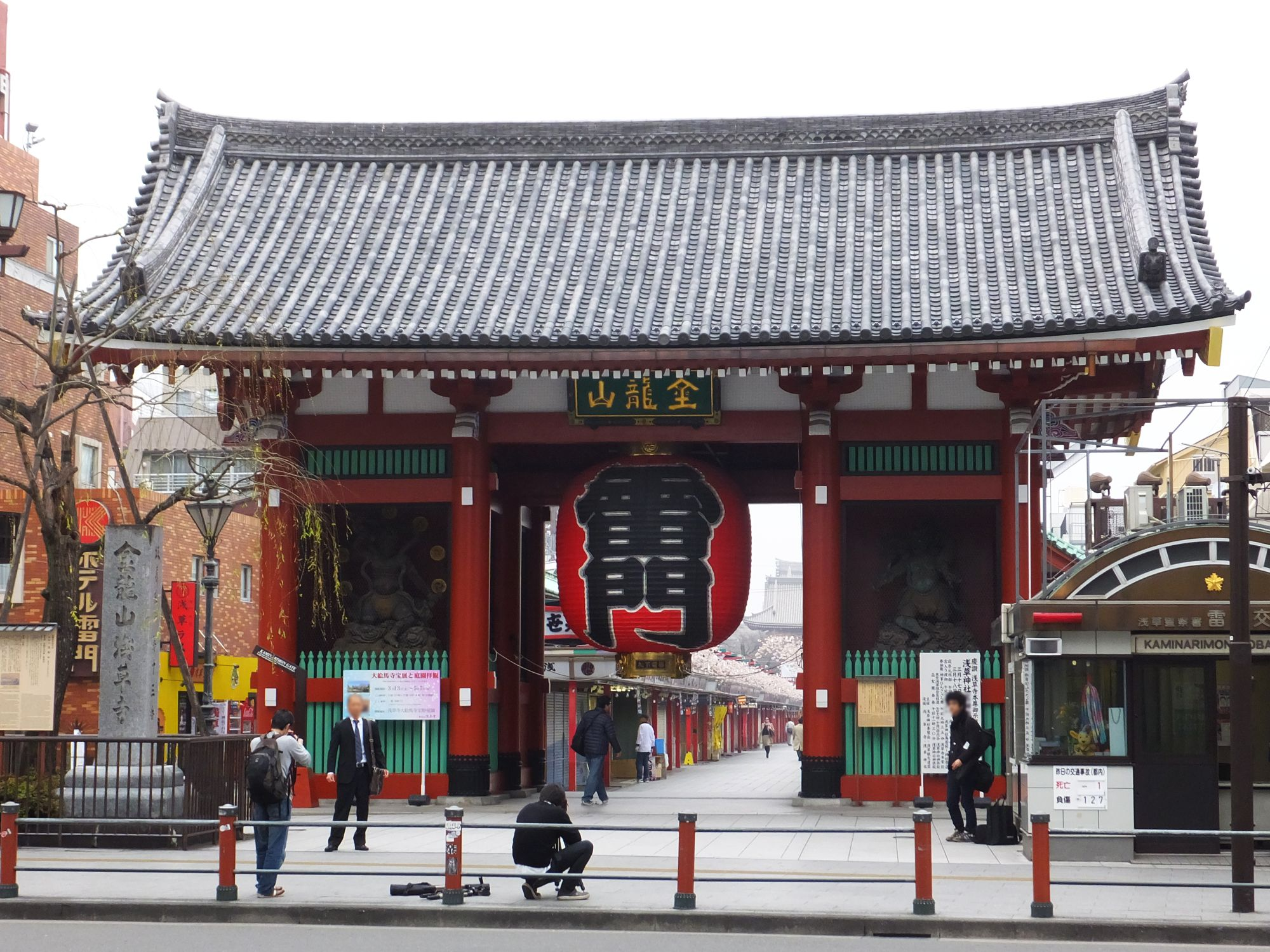
Kaminarimon.
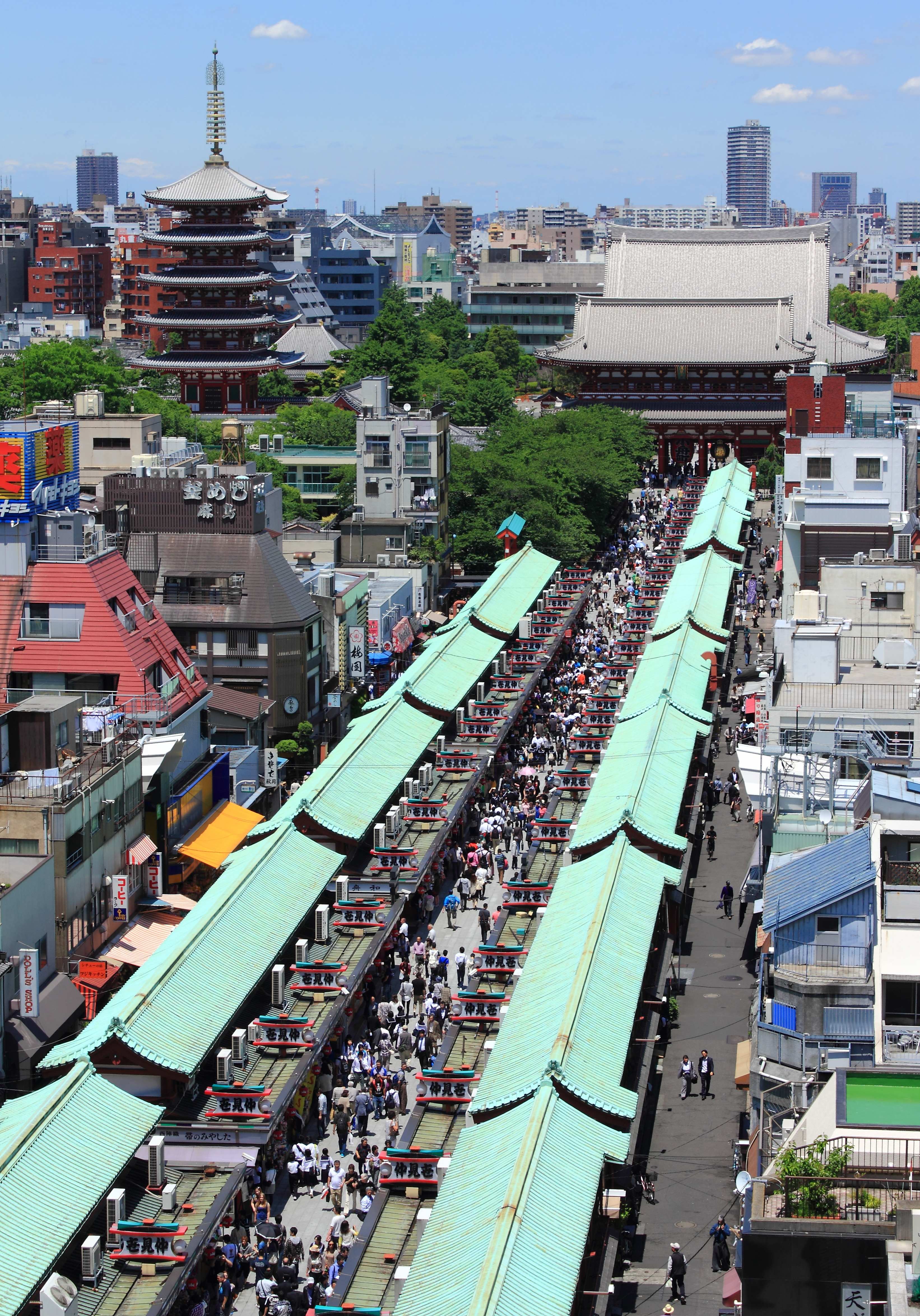
Nakamise-dōri.
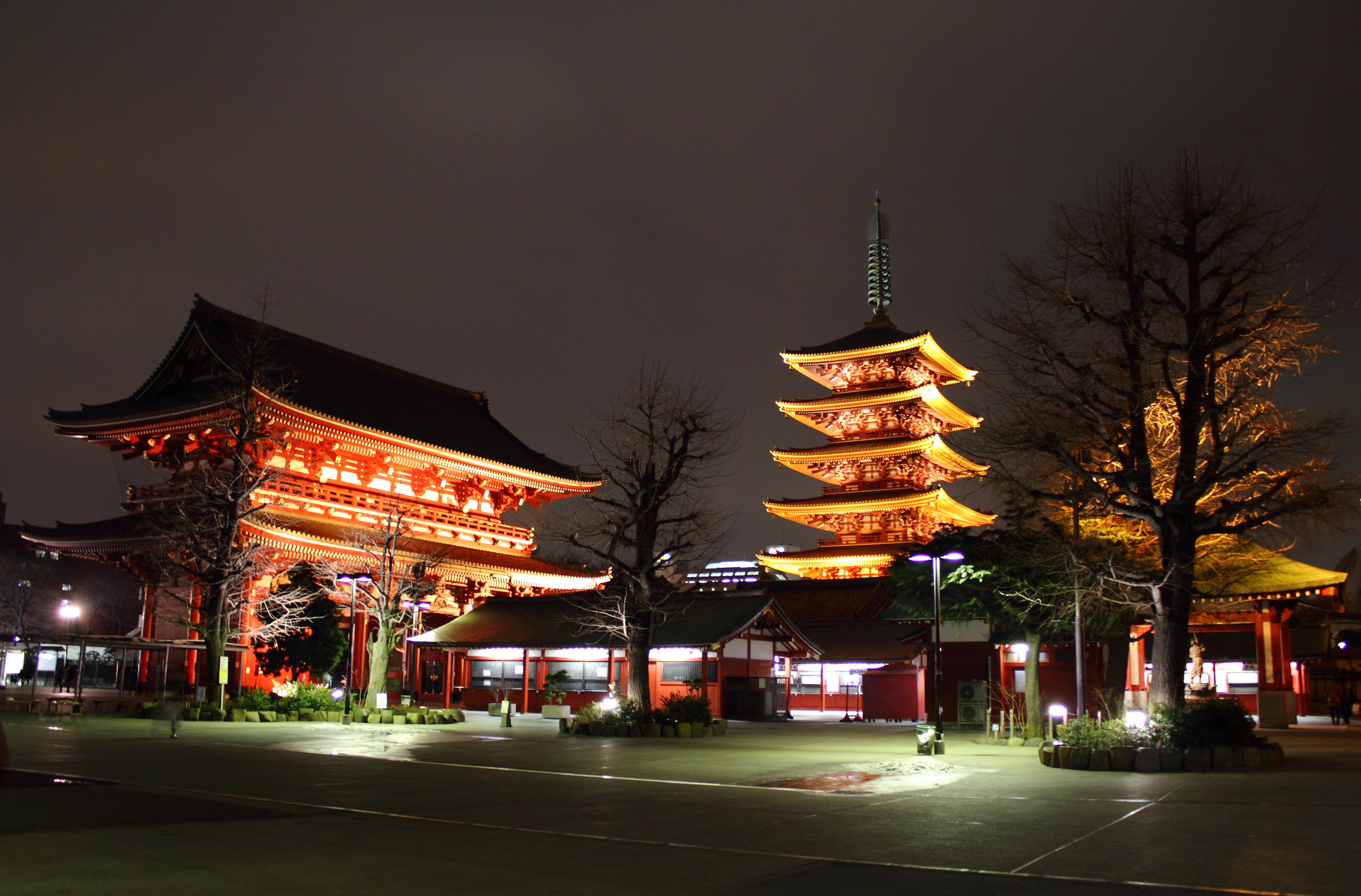
Hōzōmon et la pagode.
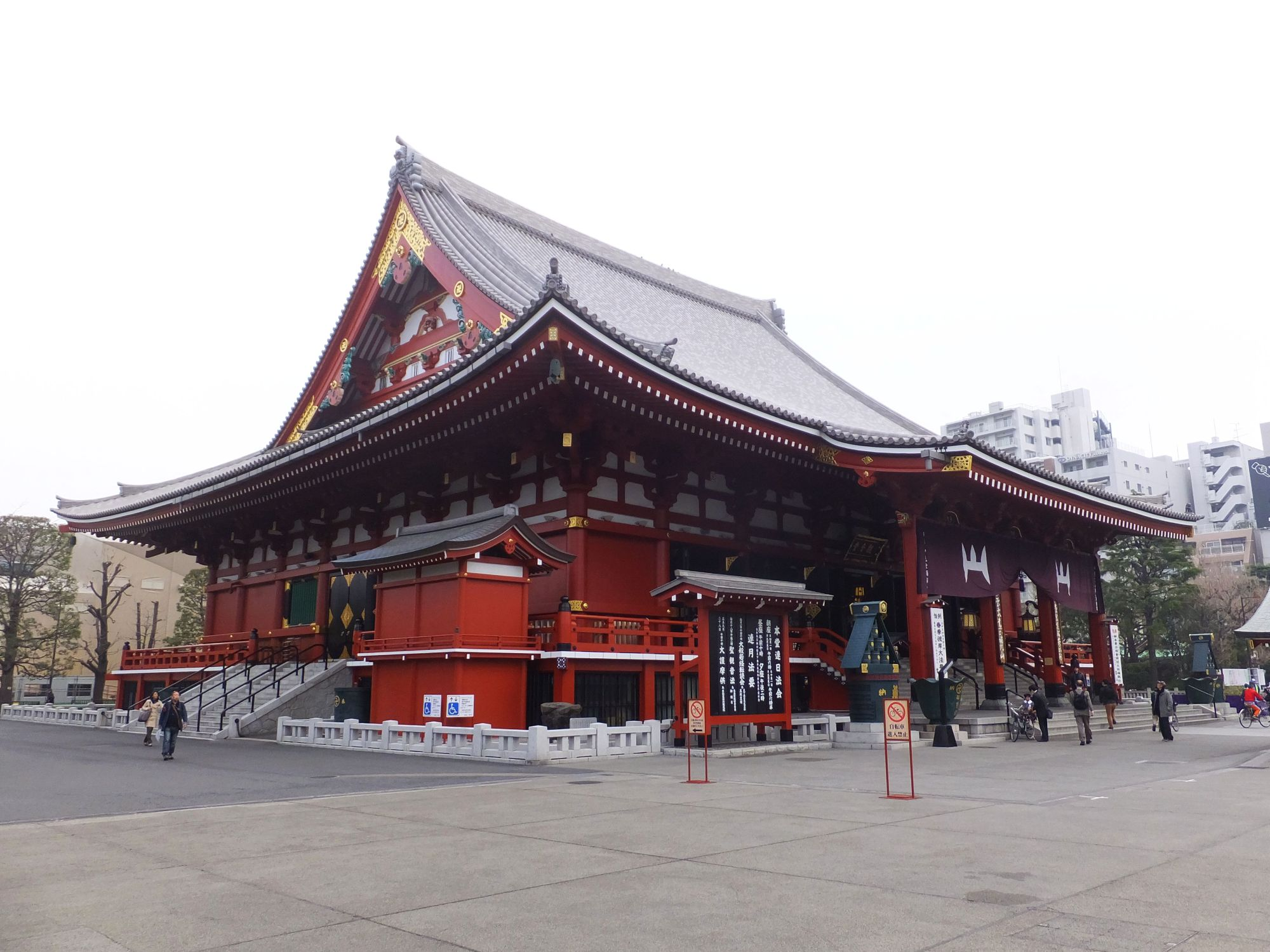
Hondō du Sensō-ji.
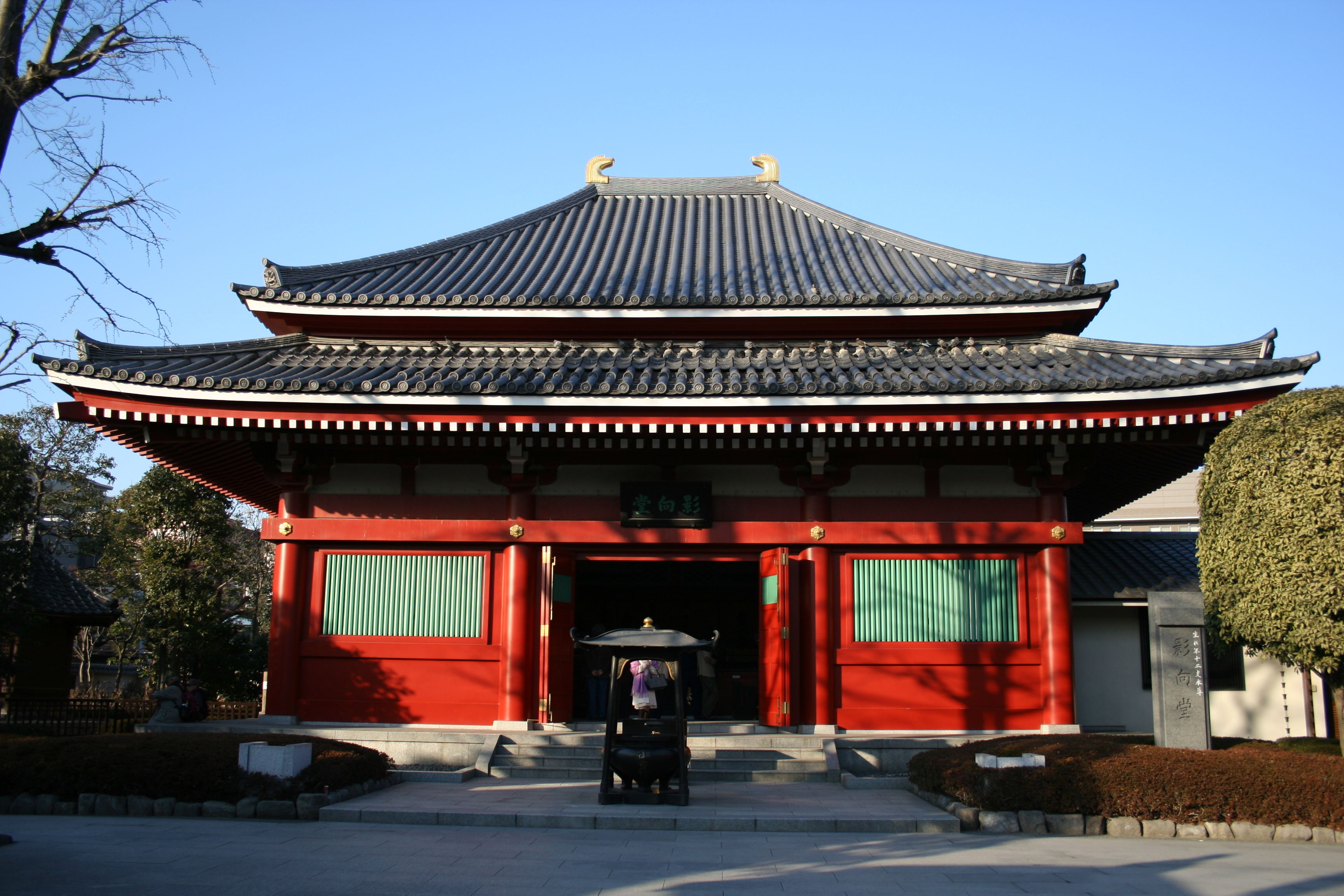
Yōgōdō.
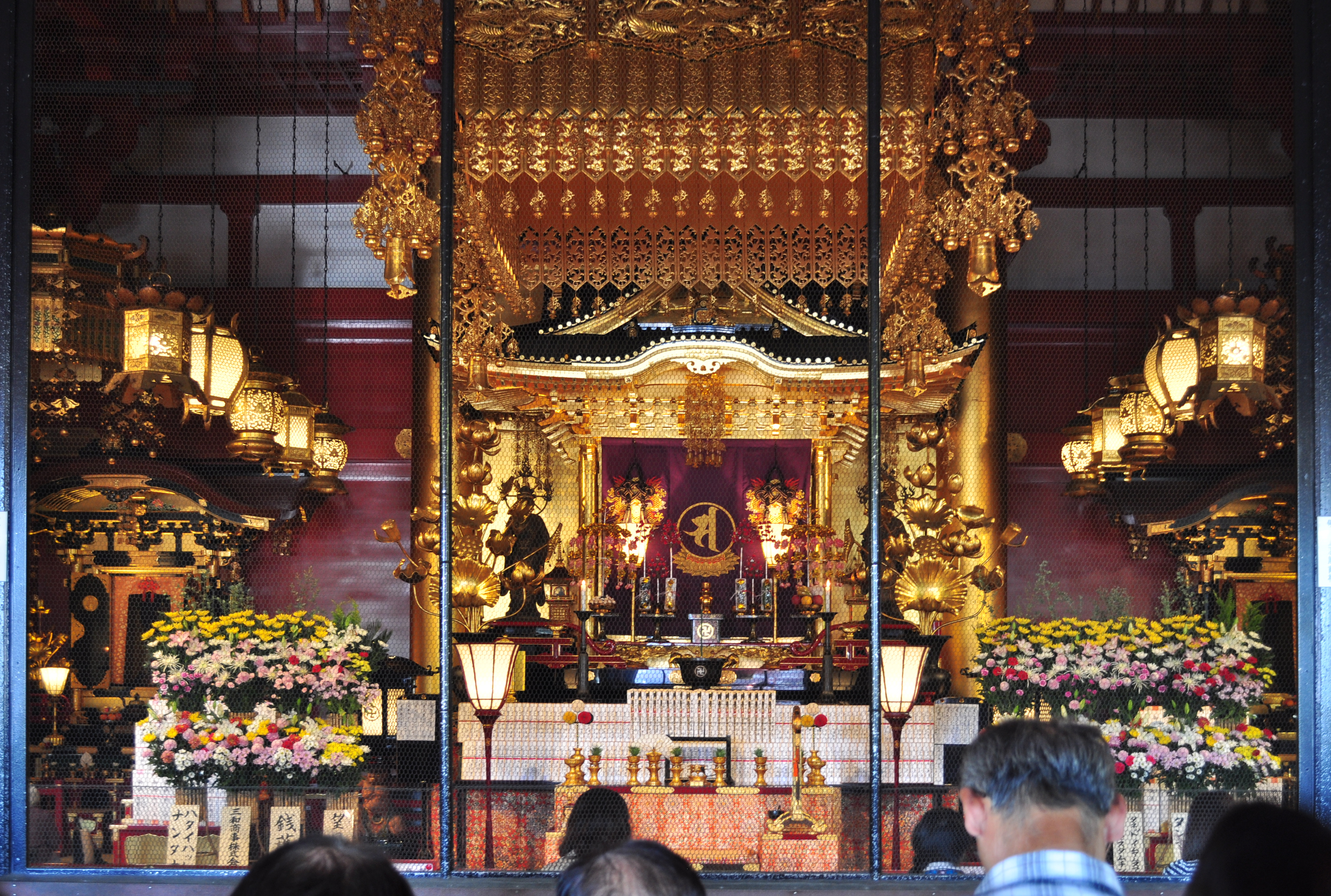
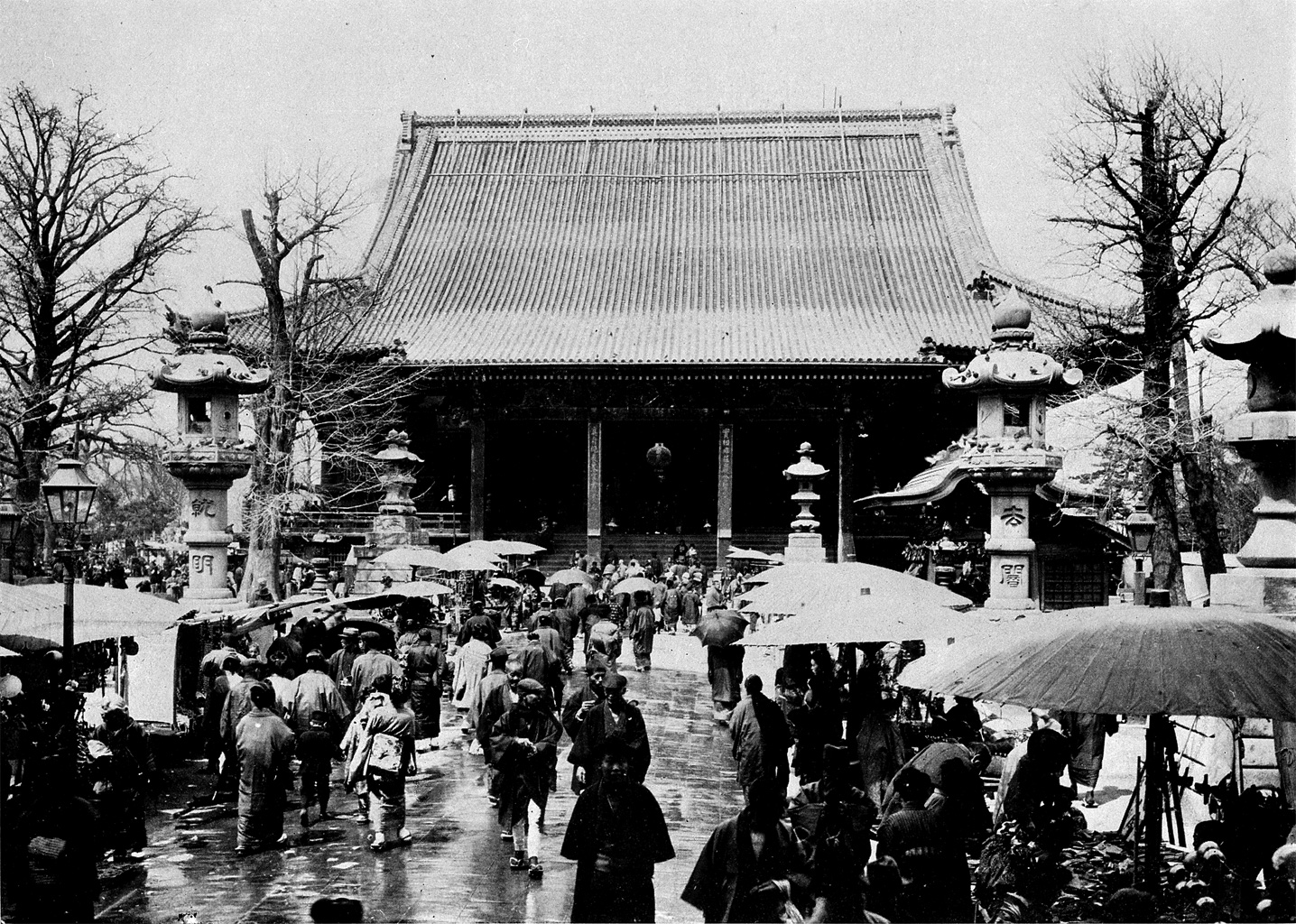
En 1910.
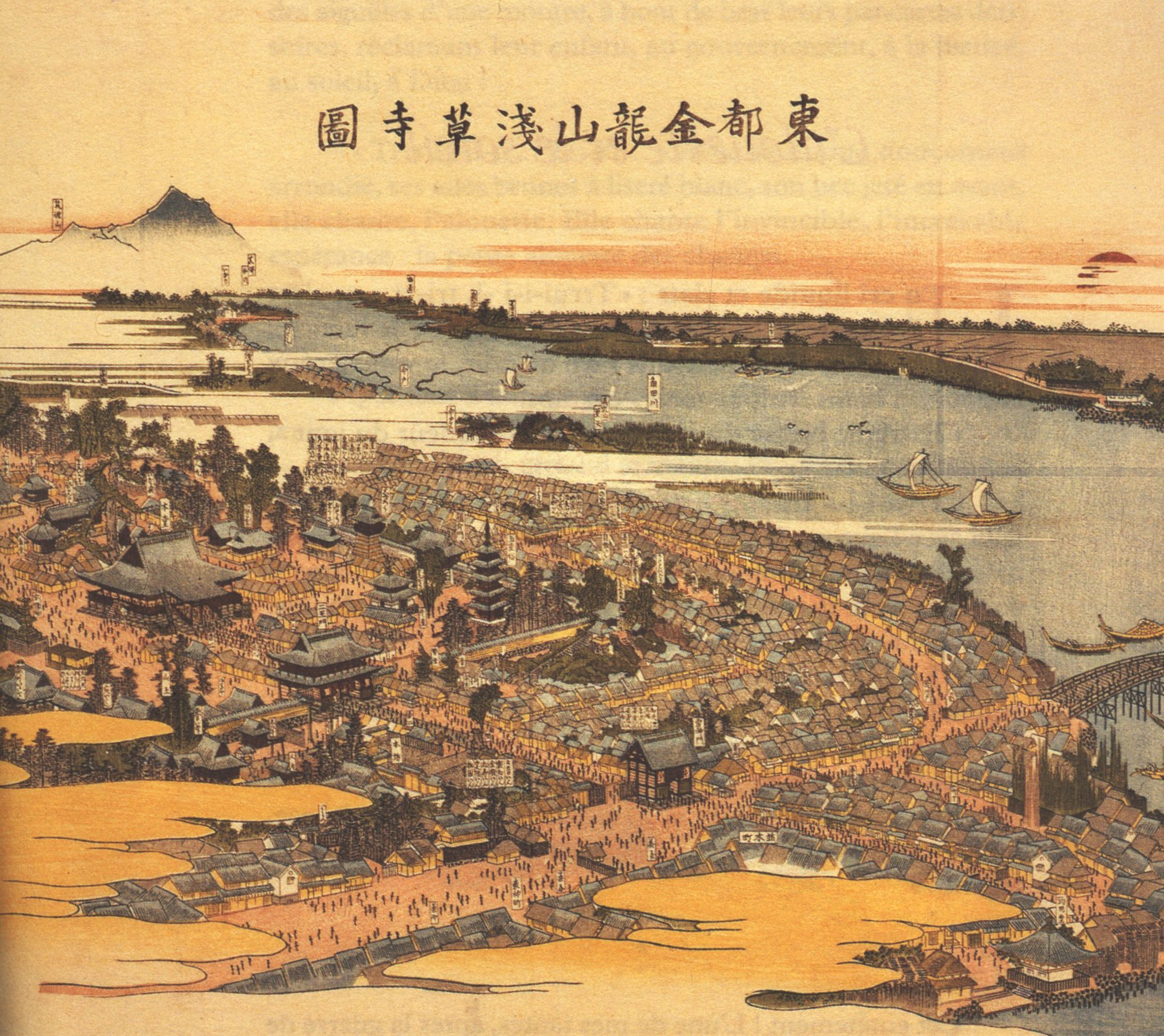
En 1820.
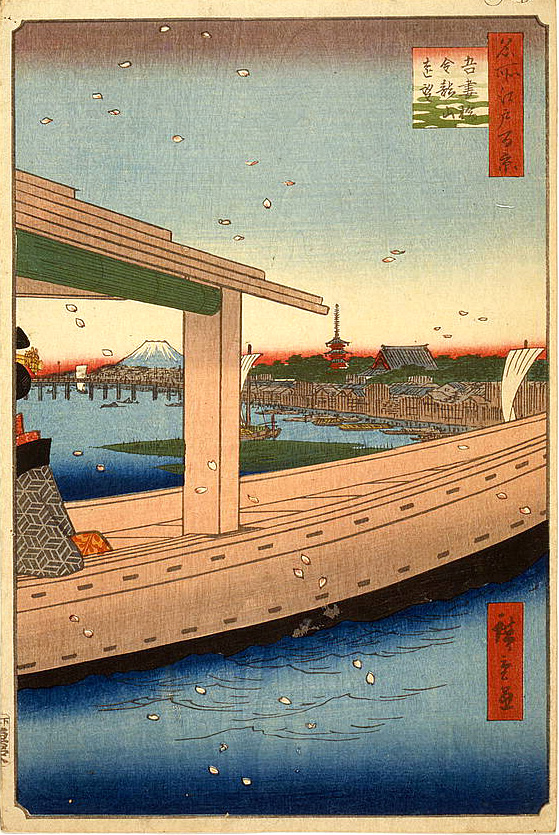
Hiroshige.
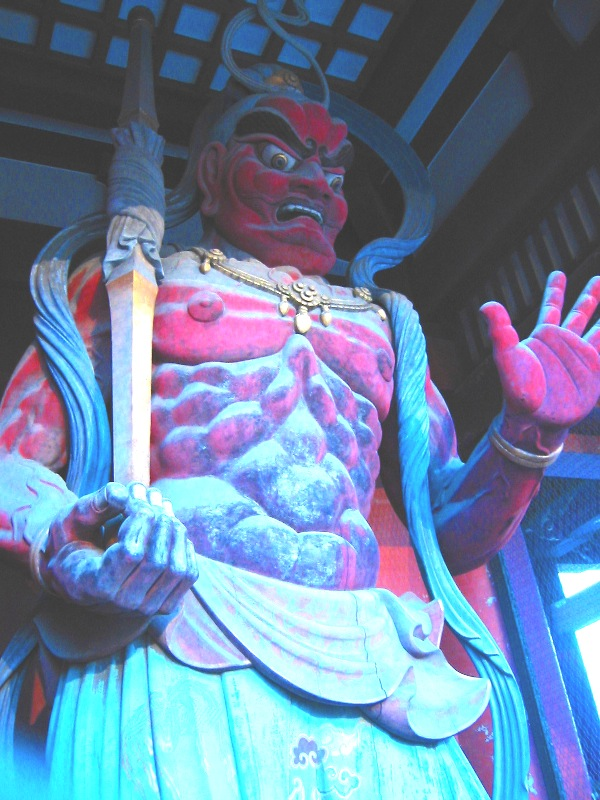
Niō.
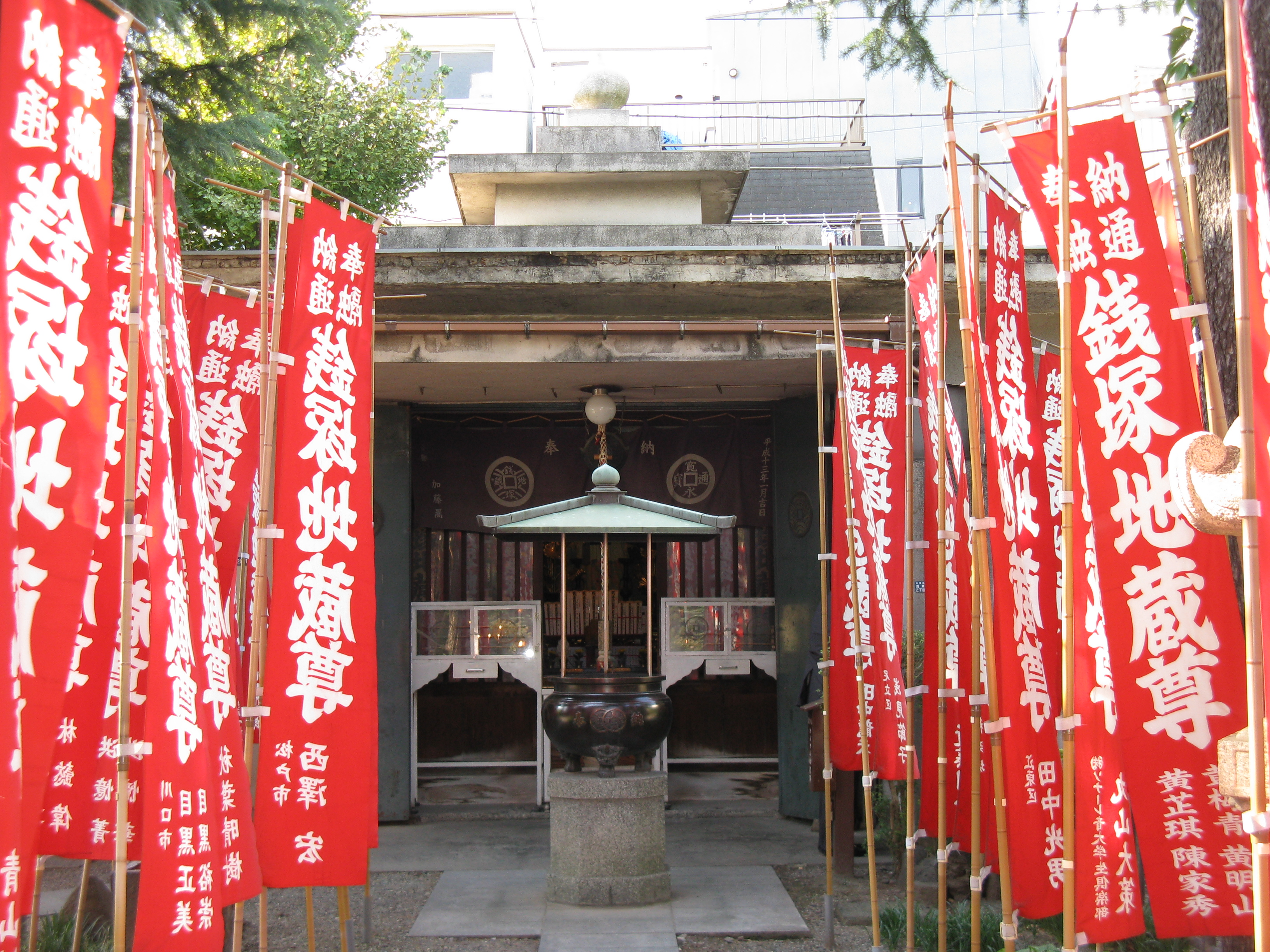
Zenizukajizōdō.
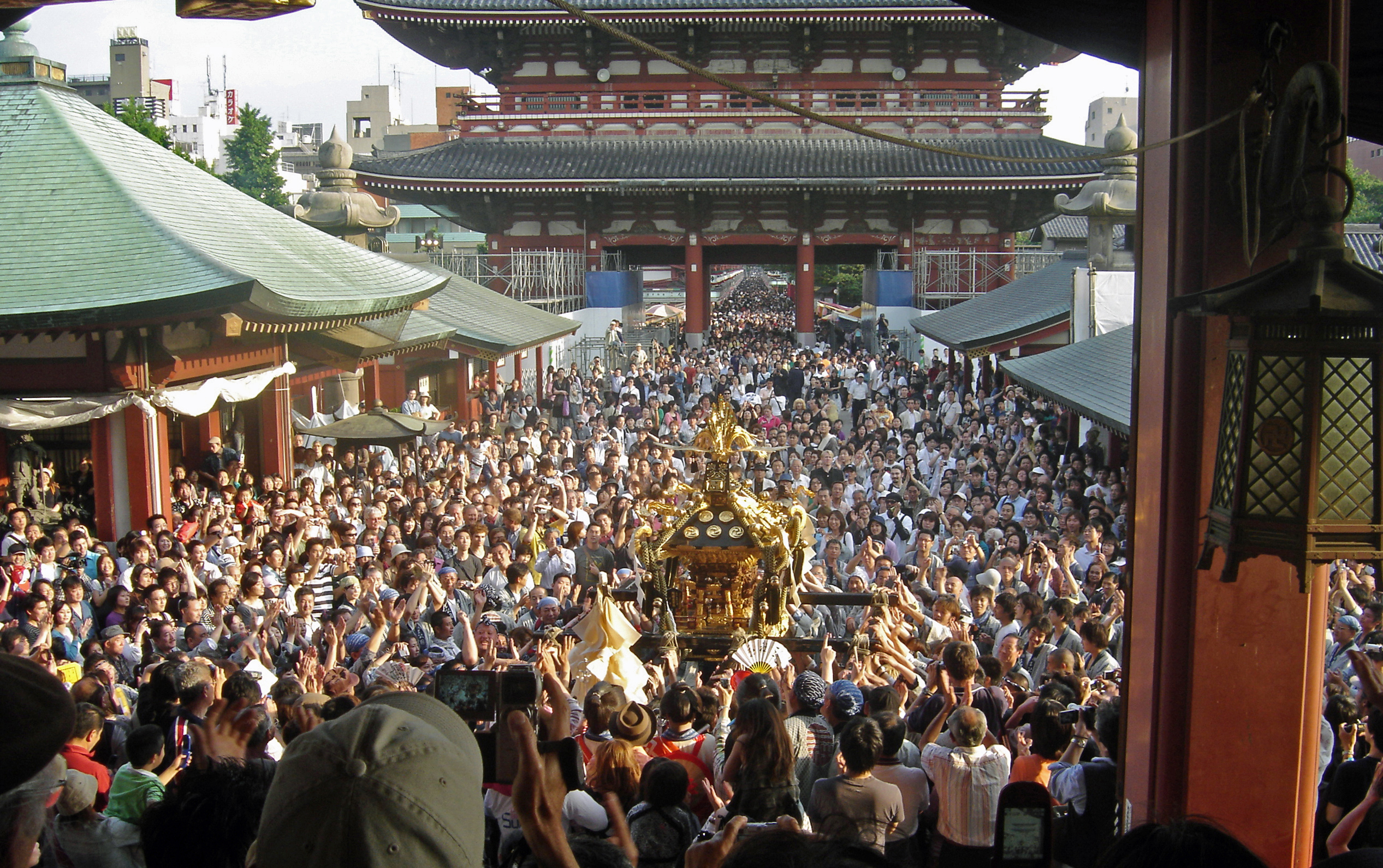
Sanja matsuri.
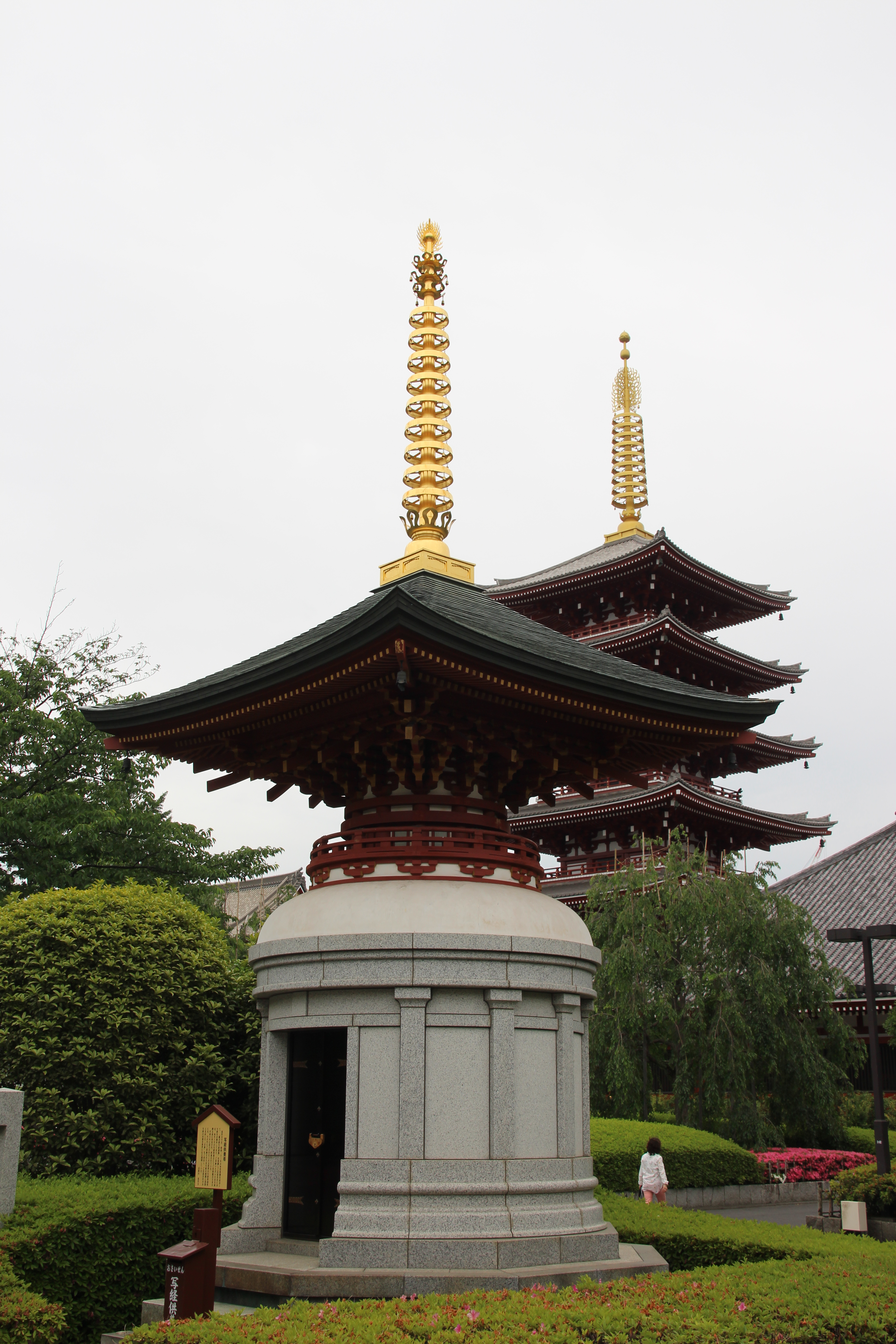
La pagode (Tō) à 5 étages dite gojū-no-tō avec au premier plan une pagode hōtō
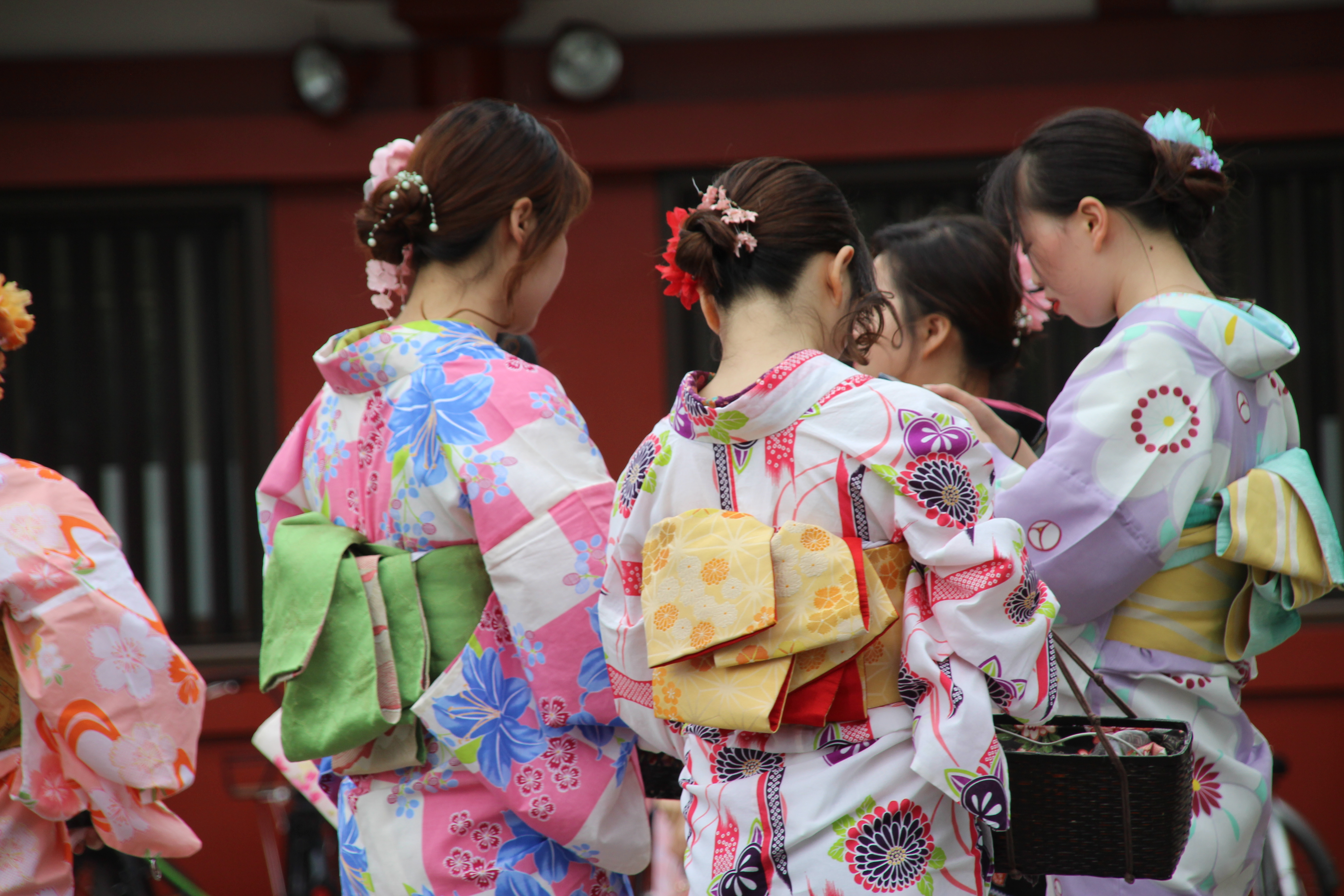
Jeunes femmes en kimono d'été
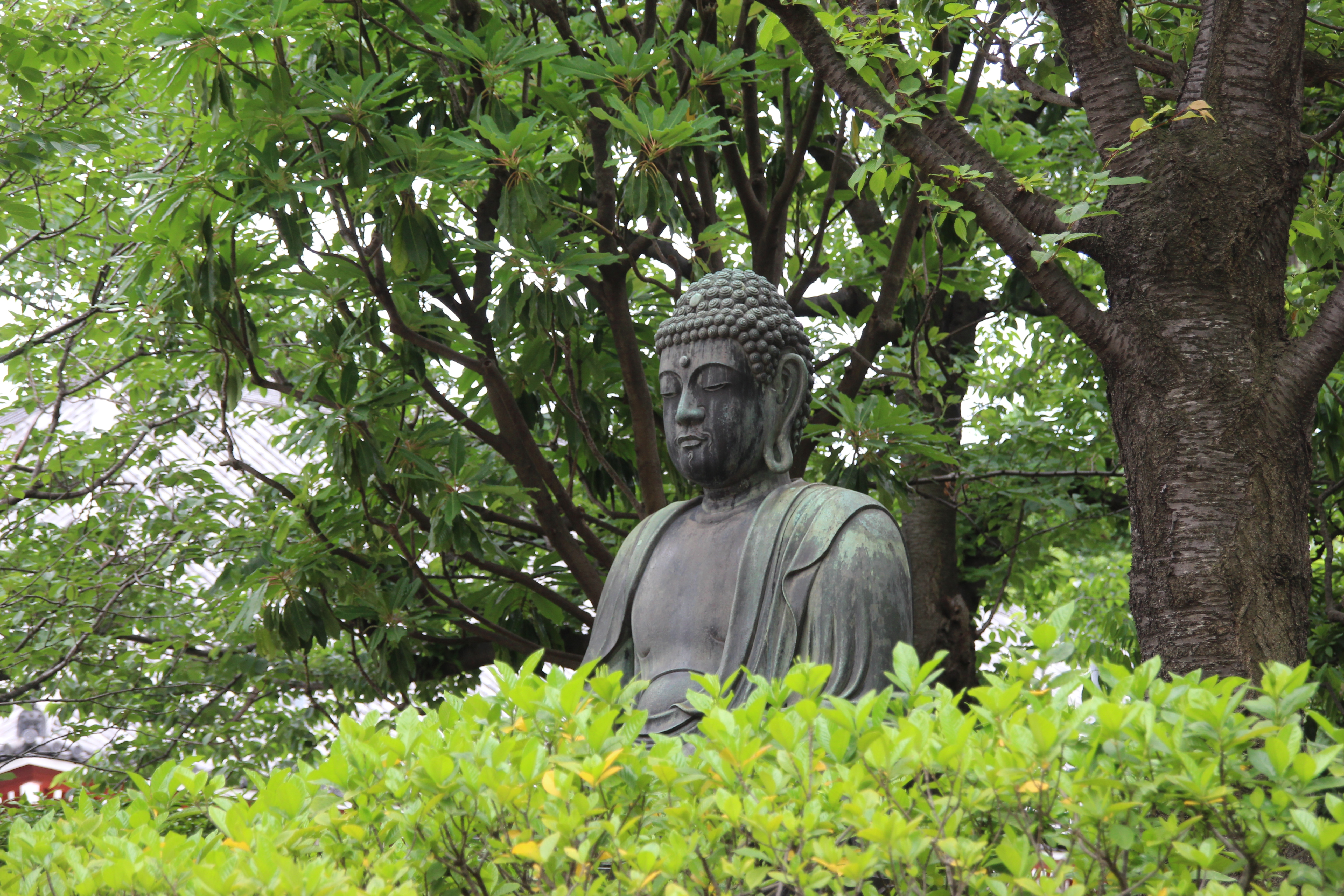
Statue de Bouddha dans le jardin

## Célébrations
On y célèbre le troisième week-end de mai la Sanja matsuri, qui attire tous les ans entre 1,5 et 2 millions de visiteurs, Japonais ou étrangers.